# Valdelagua del Cerro
Valdelagua del Cerro est une commune espagnole de la province de Soria en Castille-et-León.